# 티무르 르네상스
티무르 르네상스는 중앙아시아의 이슬람사 가운데 14세기 후반에서 16세기 초에 걸친 역사적 시기로서, 이전 8세기에서 9세기 사이에 번영하던 이슬람 황금기가 막을 내린 이후에 등장한 문화적 부흥기이다. 당시 티무르 왕조가 통치하는 티무르 제국에서 예술과 과학이 번영했는데, 이것은 얼마 지나지 않아 당대 이슬람 세계의 대부분으로 퍼져나갔다. 르네상스(Renaissance)는 프랑스어 용어로서 '재탄생'을 의미하며, 원래는 14~16세기에 유럽에서 일어난 문예 부흥 운동을 가르키는 말이지만, 일부 학자들은 르네상스를 유럽에만 국한시키지 않고 중동 및 페르시아에서도 일어났다고 말한다. 다만 일각에서는 이 시기를 두고 '르네상스'라고 부르는 것은 옳지 않고, 단지 황혼기에 다다랐을 때의 '백조의 노래(마지막 반짝임)'에 불과하다고 주장하기도 한다.
티무르 르네상스는 위에서 설명한 유럽의 르네상스 시기보다 조금 더 일찍 시작되었다. 어떤 사람들은 이 시기가 이탈리아의 르네상스가 무르익었던 '콰트로첸토(Quattrocento)' 때와 동등한 영광을 누리고 있다고 설명한다. 티무르 르네상스는 몽골의 침략과 정복이 끝나가던 15세기 즈음에 번영의 절정에 달했다.
이슬람의 이상을 바탕으로 이루어진 티무르 르네상스 시기는 티무르가 사마르칸트를 재건하고 자신만의 체스를 고안해내면서 시작된 것으로 알려져있으며, 그뒤 샤 루흐와 그의 황후였던 가우하르 샤드, 뛰어난 천문학자이자 수학자, 역사학자였던 울루그 베그, 예술의 위대한 후원자였던 술탄 후세인 바이카라 시기를 거치면서 계속 발전을 거듭했다. 이때는 페르시아 고전 미술에 대한 관심이 되살아났고, 대규모 건축사업 또한 진행되어 여러 영묘, 마드라사, 모스크 및 중근세 이슬람 서적 공방인 '키타바네(kitabhane)'가 건설되었다. 대수학, 연산학, 구전 문학, 세밀화 예술, 건축, 천문학에 대한 연구와 발전 역시 활발히 진행되었고, 16세기 초에는 화약무기의 개량이 이루어지기까지 했다.
티무르 시대에 시작된 르네상스의 주요 사건들 중에는 샤흐리삽즈의 여름 궁전 조성, 비비 하늠 모스크 및 레기스탄 광장 건설 등이 있었다. 또한 헤라트는 이 시기에 이슬람 세계에서 지적으로나 문화적으로나 '살아가면서 한번쯤은 가볼만한' 중심지가 되었고 이전 몽골의 호라즘 침공 당시에 처참하게 파괴되었던 사마르칸트는 이때 재건되면서 학술 연구의 중심지이자 티무르 르네상스의 중심지로서 거듭났다. 이 두 도시는 모두 동부 이슬람 세계, 혹은 이슬람권 전역을 통틀어서도 당대 문화의 선구자로서 대단히 번영을 누렸다.
티무르 르네상스는 고전 문화의 직접적인 부흥이라기 보다는 구어체를 포함한 페르시아어의 문화적 매력을 발전시켰다는 점에서 이전 부와이흐 왕조의 문예 발전과는 차별화된다는 점이 독특하다. 나중에 이것은 티무르 제국의 직계 후계국이었던 무굴 제국에게로 계승되었으며, 또한 동시대의 오스만 제국이나 사파비 이란 등 화약 제국들에게도 적지 않은 영향을 미쳤다.

## 역사

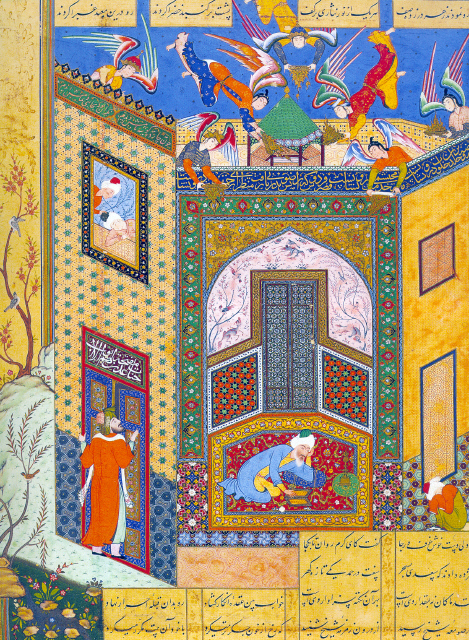
1533년, 페르시아 시인 자미가 그린 파이우스 장미 정원의 한 삽화.

티무르 제국은 1370년 차가타이 칸국의 군벌이었던 티무르가 권력을 장악하고, 활발한 정복 활동을 통해 서아시아의 여러 국가들을 정복하면서 설립되었다. 티무르는 수많은 정복지에 파괴와 약탈 그리고 살육을 일삼으면서도, 그 지역 도시들에 있는 장인이나 예술가, 과학자, 문학자들은 죽이지 않고 수도 사마르칸트로 이주시켰다.
15세기 초에 티무르 제국이 페르시아를 정복한 이래로, 많은 페르시아 예술적 특징들이 티무르족이 가져온 몽골 예술과 결합하기 시작했다. 티무르 통치 말기에 샤리아(이슬람 전통 율법)이 제정되면서 사마르칸트는 이슬람 예술의 중심지 중 하나가 되었다.
 티무르는 사마르칸트를 위대한 건축의 도시로 거듭나게 했는데, 오늘날에도 위용을 뽐내고 있는 비비 하늠 모스크나 샤히 진다 성묘, 그리고 그의 유해가 묻혀 있는 구르 에 아미르 등이 좋은 예이다. 한편 티무르는 유목민의 전통대로 도시 건축과 초원 생활을 결합시킨 정원(bagh)들을 교외에 조성했다. 바기 치나르('작은 나무의 정원'), 바기 딜구샤('매혹의 정원'), 바기 비히슈트('천국의 정원'), 바기 볼란드('장려한 정원') 등이 바로 그것이다. 여러 개의 문이 달린 담장이 정원을 둘러싸고 있었으며, 그 안에는 화려하고 장대한 천막과 전각들이 세워졌다는 것이 특징이다. 1404년에 사마르칸트를 방문한 클라비호의 증언에 따르면, 사마르칸트는 대략 15만 명이 거주하는 대도시였다고 한다. 또한 그곳은 튀르크인·아랍인·무어인·그리스인·아르메니아인을 비롯하여 세계 각지에서 방문한 여러 종교를 믿는 사람들로 북적였으며, 러시아-타타르 지방의 가죽과 린넨, 키타이(북중국) 지방의 비단과 사향, 인도 지방의 육두구·정향·시나몬 등 각종 특산품들이 거래되었다.
건축에 대한 티무르의 각별한 관심은 후손들에게 그대로 이어졌다. 티무르 사후에 집권한 샤 루흐의 궁정을 방문한 중국 사신들은 다음과 같은 기록을 남겼다.
| “ | 군주는 성(城)의 동북쪽 모퉁이에 거주하는데 벽돌을 쌓아 집을 지었다. 집은 사각형 모양이며 고대(高台)와 같이 당당하다. 서까래나 기와를 사용하지 않았는데 가운데에는 텅 빈 방이 수십 칸이나 있다. 담장이나 창 등은 그림과 금벽(金碧)으로 장식했고, 유리문의 턱에는 꽃 모양을 조각하고 골각(骨角)을 박아 넣었으며, 바닥에는 융단을 깔았다. | ” |

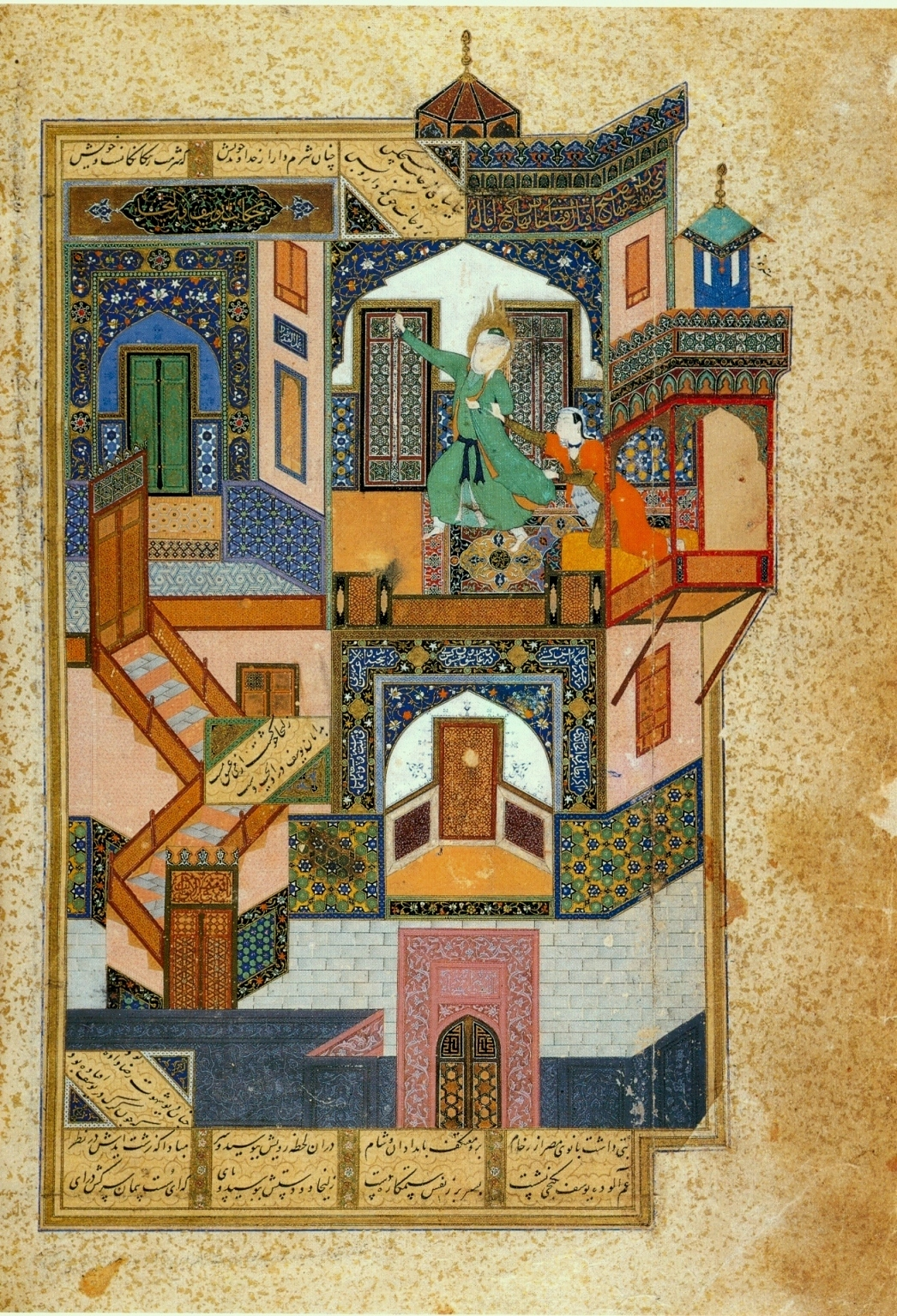
유수프와 줄라이하(Yusuf and Zulaikha). 《쿠란》에 따르면 아름다운 청년 유수프는 만나는 모든 여인의 마음을 빼앗았다고 한다. 유수프를 사랑한 줄라이하는 함정을 파서 그와 맺어지려 했으나, 결국에는 실패했다. 비흐자드 작. 1488년, 헤라트. 카이로 이집트국립박물관 소장.

샤 루흐의 아들 울루그 베그는 사마르칸드를 분봉받아 40년 동안 그곳을 통치했다. 호학(好學) 군주였던 그는 사마르칸트, 부하라, 기즈다반의 세 도시에 고등교육기관인 마드라사를 건립했는데, 특히 1417년에 세워져 지금까지 남아있는 부하라 마드라사는 중앙아시아의 건축물들 가운데 단연 대표적인 것으로 꼽힌다. 또한 그는 직경이 40m에 이르는 원통형 천문대를 건설했으며, 천문학자들의 도움을 받아 1437년 천문표를 만들고 이를 계속 수정하여 1449년에 최종 완성했다. 이 표는 당시 이슬람권은 물론이고 그 후 오랫동안 유럽권 또한 능가하지 못했을 정도로 정확한 관측 결과를 담고 있었다. 그는 도서권을 세워 각 분야의 서적 15,000권을 수집했으며, 자신이 직접 「네 울루스의 역사 (四汗國史)」라는 책을 집필하기도 했다.
15세기 중반에 티무르 제국의 수도는 더 남쪽의 헤라트가 되었고, 그곳 역시 티무르 미술의 중심지가 되었다. 사마르칸트와 마찬가지로 다양한 민족 출신이었던 장인과 지식인들은 곧 헤라트가 당대 이슬람 세계의 예술·문화 중심지로 자리매김하도록 만들었다. 이 시기에 티무르 제국의 문화적 표현 중 상당 부분이 다른 문화적 표현 전통과 혼합, 발전하기도 했다.
티무르 왕조의 문화는 역설적으로 왕조의 운명이 기울어가던 15세기 후반에 절정에 달했다. 후세인 바이카라가 1469년부터 1506년까지 반세기 가까이 그곳을 통치하는 동안 전쟁과 파괴의 혼란을 피해 수많은 학자·문인·예술가들이 모여들였기 때문이었다. 헤라트 궁정을 중심으로 티무르 제국의 시대 전부를 통틀어도 비교할 대상이 없는 최고로 화려한 문화는 그렇게 꽃을 피웠던 것이다. 당대의 재상이자 차가타이 문학의 완성자인 알리셰르 나보이는 「파르하드와 시린」, 「레일리와 마즈눈」 등 많은 시집을 남겼으며, 신비주의 시인으로 이름난 압드 알 라흐만 자미는 낙쉬반디 교단의 장로인 호자 아흐라르의 전기를 집필했다. 바이카라의 궁정에서는 하피지 아브루, 압드 알 라자크 사마르칸디, 미르혼드, 크완다미르 등 수많은 역사가들이 활동했으며, 이들이 남긴 역사서들은 규모가 방대할 뿐만 아니라 사료적 가치도 매우 높다. 이 밖에 당대 최고 화가였던 비흐자드, 서예가 마쉬하디 등도 이 시기를 빛낸 대표적인 예술가들이다.

### 예술

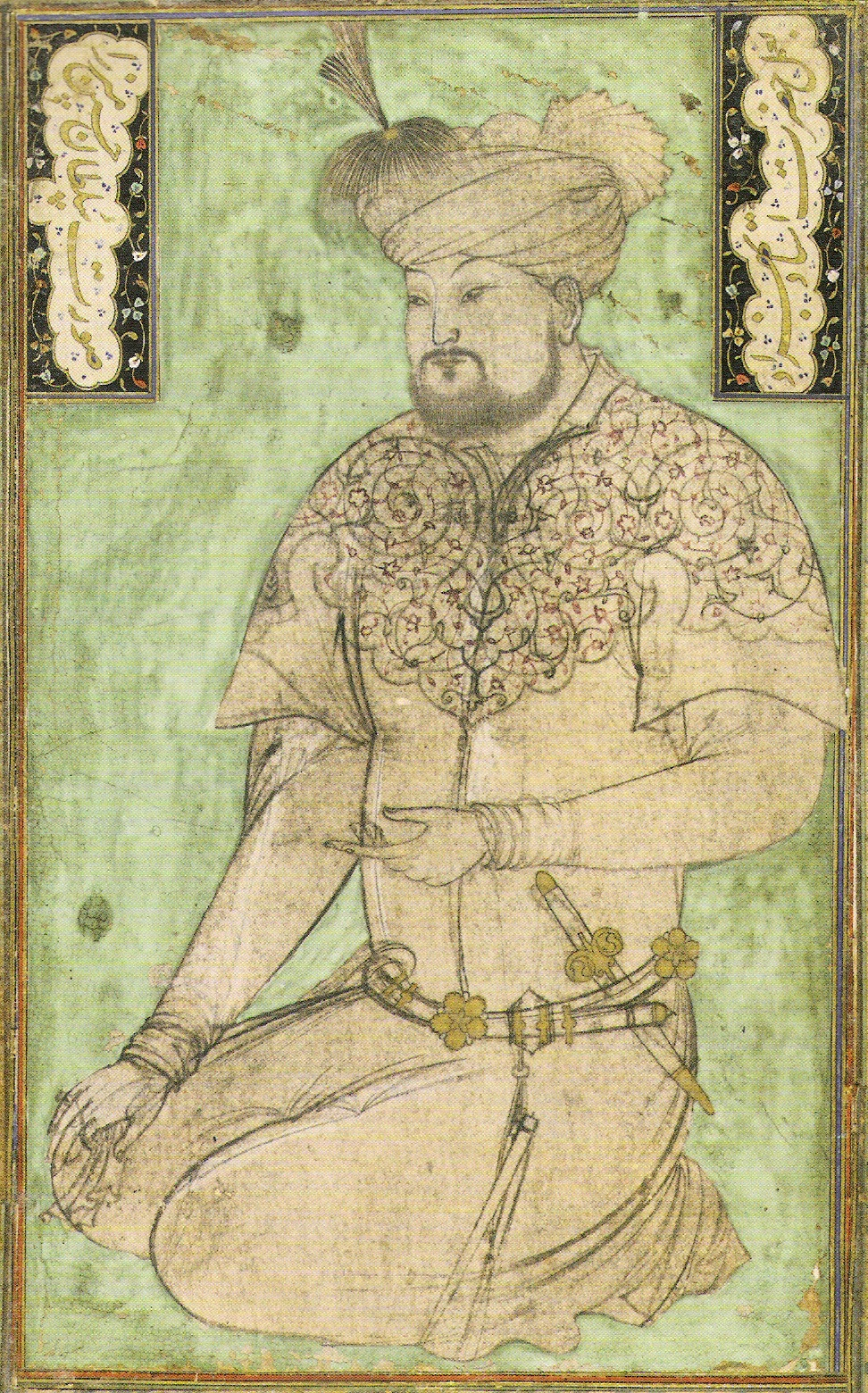
예술의 후원자인 술탄 후세인 바이카라는 수도 헤라트에 여러 학문 센터와 교육 시설들을 건설했다.

티무르 미술은 페르시아의 전통적인 개념인 '책의 예술'을 흡수했을 뿐만 아니라 이를 더욱 발전시켰다. 티무르 왕조의 영향을 받은 예술가들이 제작한 새로운 예술 작품들에는, 양피지가 아니라 삽화가 그려진 종이 원고가 사용되었는데 이것은 풍부한 색상과 정교한 디자인으로 유명하다. 메트로폴리탄 미술관의 고고학자이자 미술사학가인 수잔 얄만(Suzan Yalman)은 이 그림들에서 볼 수 있는 미니어처들의 뛰어난 묘사를 보고 "(원고 그림을 그린) 헤라트 학파는 종종 페르시아 미술의 시조로 간주된다"라고 평했다.
티무르 제국의 은 상감기법은 특히 뛰어난 품질과 묘사로서 자주 인용된다. 그림은 원고에만 국한되지 않았다. 티무르 제국의 많은 예술가들은 복잡한 벽화 역시 제작했는데, 이들 중 상당수는 페르시아와 중국의 예술 전통에서 영감을 받아 풍경을 그렸다. 이 그림의 소재는 다른 문화권에서 차용한 것이지만, 결국 티무르 벽화는 그들만의 독특한 스타일로 발전해나갔다. 한편으로 티무르 제국이 페르시아 문화의 영향을 많이 받았다고는 하나, 몽골 예술 전통이 완전히 단계적으로 사라진 것은 아니었다. 15세기의 티무르 예술에서 자주 볼 수 있는 고도로 양식화된 인간 형상의 묘사는 몽골 문화에서 비롯된 것이다.
후세인 바이카라의 통치 기간 동안 예술 분야는 발전을 거듭했다. 그는 자신의 왕국에서 '학문의 은인이자 위대한 후원자'로 유명했고, '트란스옥시아나 후기의 전형적인 티무르 통치자'로 묘사되었다. 또한 후세인은 마드라사를 포함하여 수많은 학문과 예술 관련 건축물들을 지었다. 그의 세련된 궁정과 관대하고 막대한 예술적 후원은 특히 그의 사촌이자 무굴 제국의 창건자였던 바부르로부터 찬사를 받았다.

### 건축

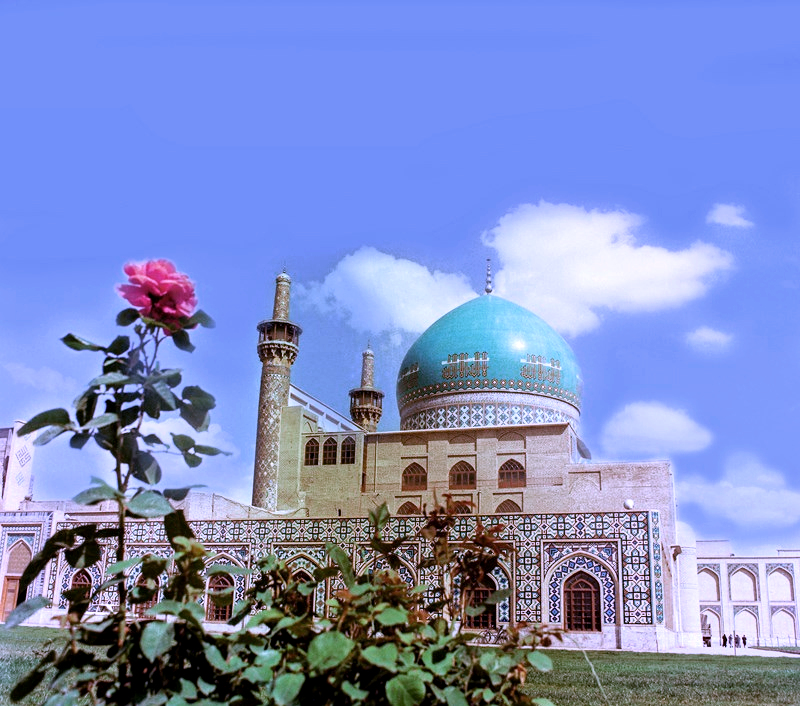
마슈하드의 가우하르 샤드 모스크 전경. 페르시아, 아랍, 중국의 미술 양식이 더해져 다채로움을 뽐내고 있다.

티무르 건축은 이전에 페르시아에서 융성했던 셀주크 건축의 간접적인 영향을 받았다. 티무르 건축의 대표적인 특징으로는 복잡한 선형 및 기하학적 패턴들로 장식되어 있는 청록색과 파란색 타일로 건물 외관을 장식했다는 것이다. 가끔씩은 건물 내부에 스투코나 부조, 그리고 기타 장식들을 활용하기도 했다.
티무르 건축은 중앙아시아 이슬람 예술의 정점이었다. 티무르와 그의 후계자들은 사마르칸트 및 헤라트에 장엄하고 웅장한 건축물들을 여럿 지었다. 이것들은 일 칸국의 영향력을 저 멀리 인도까지 전파하여 유명한 무굴 건축을 탄생시키는 데 기여했다.

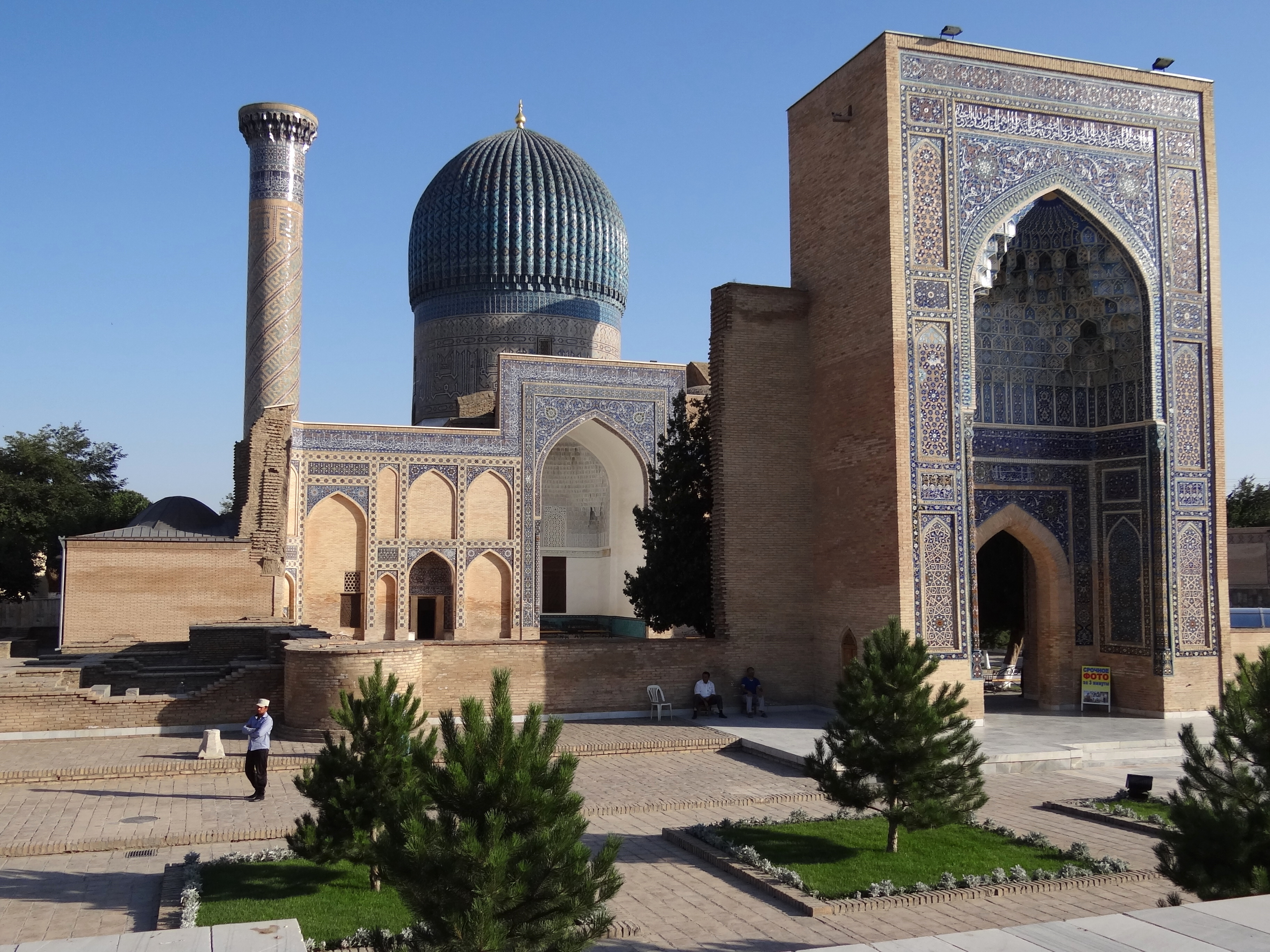
사마르칸트의 구르 에 아미르 영묘 전경

티무르 건축은 오늘날 카자흐스탄의 아흐메드 야사위 성묘나 우즈베키스탄의 구르 에 아미르 등의 건축물로 대표된다. 인근에는 티무르 제국의 술탄 울루그 베그가 건설한 '페르시아식 마드라사'와 '페르시아식 모스크'가 세워져 있다. 오늘날 중앙아시아의 여러 지역에 남아 있는 티무르 왕공들의 영묘는 그 지역에서 가장 세련되고 정교하며 화려한 페르시아식 건축물로 유명하다.
선대칭은 사마르칸트의 샤히 진다 성묘, 헤라트의 무살라흐 복합 단지, 마슈하드의 가우하르 샤드 모스크 등의 건축물에서 드러난다. 그리고 화려하고 다양한 장식들로 꾸며진 이중 돔 또한 특징 중 하나이다.

### 금속 세공, 도자기, 조각

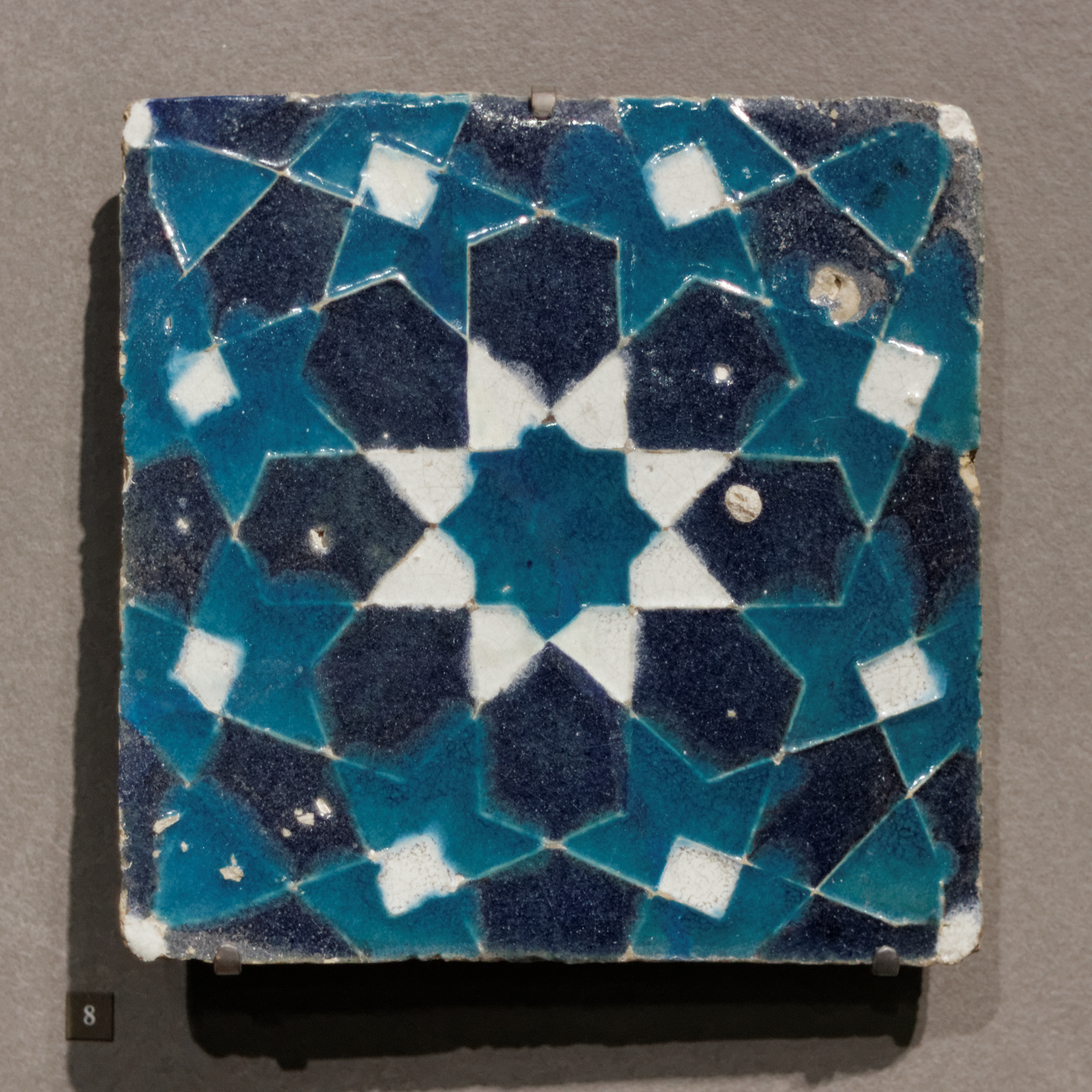
14~15세기 티무르 제국에서 제작된 것으로 추정되는 조각품

티무르 제국에서는 양질의 금속 세공품들이 생산되었는데, 대체로 그 재료는 강철, 철, 황동, 청동 등이었다. 특히 그들이 상감기법을 덧씌운 금속 세공품들은 세련되고 뛰어난 품질의 장식품으로 자주 언급된다. 티무르 제국의 붕괴 이후, 페르시아와 메소포타미아 지역의 여러 도시들에서 그들의 금속 세공방식이 사용되었다.
중국식 도자기 또한 티무르 제국의 상인들에 의해 생산되었다. 옥 조각품은 티무르 제국의 미술품에서 가끔씩만 모습을 드러내는 편이다.

### 과학

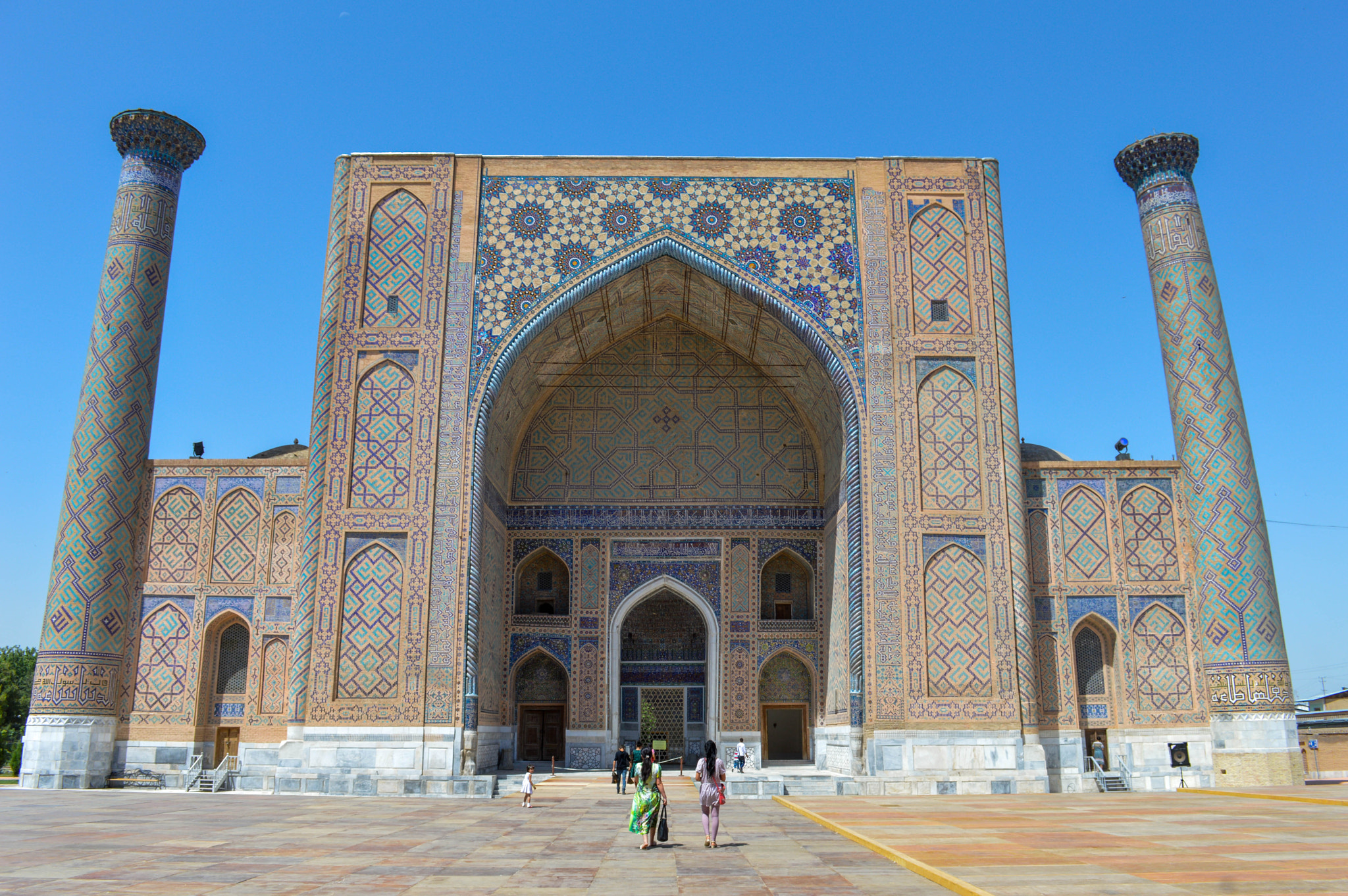
울루그 베그 치하의 사마르칸트는 당대 이슬람권에서 단연컨대 문화와 과학의 중심지였다. 사진은 울루그 베그가 설립한 울루그 베그 천문대와 마드라사. 아마도 이곳에서는 수많은 천문학자들이 매일 밤마다 밤하늘의 별들을 관측하고, 이를 종이에 기록했을 것이다.

잠쉬드 알 카시는 티무르 제국 시대에 이름이 널리 알려진, 수학과 천문학 분야에서 가장 영향력 있는 학자 중 한명이었다. 그는 과학에 대단히 관심이 많았고, 샤 루흐와 가우하르 샤드의 궁정에서 일하면서 다양한 분야를 깊이있게 탐구한 뒤 이를 기록으로 남겼다. 이것은 그뿐만 아니라 다른 학자들도 마찬가지여서 이 시기에는 수많은 학문적 업적이 헤라트 궁정에서 탄생했다.
술탄 울루그 베그의 통치 기간 동안 티무르 제국의 과학적 발전은 정점을 찍었다. 알 카시는 이 시대에도 활동하면서 각 차수에 대해 사인 함수를 육십진법에 따른 4자리 수로 정확하게 계산했으며 각 도마다의 변동과 그 차이를 세세히 기록했다. 또한 황도좌표계에서 적도좌표계로의 변환과 같이 천구의 좌표계 간 변환을 다루는 표를 제작했다.
그가 집필한 술람 앗 사마는 지구, 달, 태양, 별과 같은 천체의 거리와 크기를 결정하는 데 있어 이전의 천문학자들이 겪었던 어려움을 해결하는 데에 도움이 되었다. 천문관측기구에 관한 논문이 이 시기에 작성되기도 했는데, 트라이퀘트럼이나 혼천의, 모아예두딘 우르디의 분점 및 지점 측정기구와 사인·버사인 계산기, 알 쿠잔디의 육분의 등이 있다. 한편으로는 사마르칸트 천문대의 파크리 육분의, 이중 사분면 방위각 고도계, 조준의가 포함된 혼천의 등도 있었지만 잘 알려지지는 않았다.

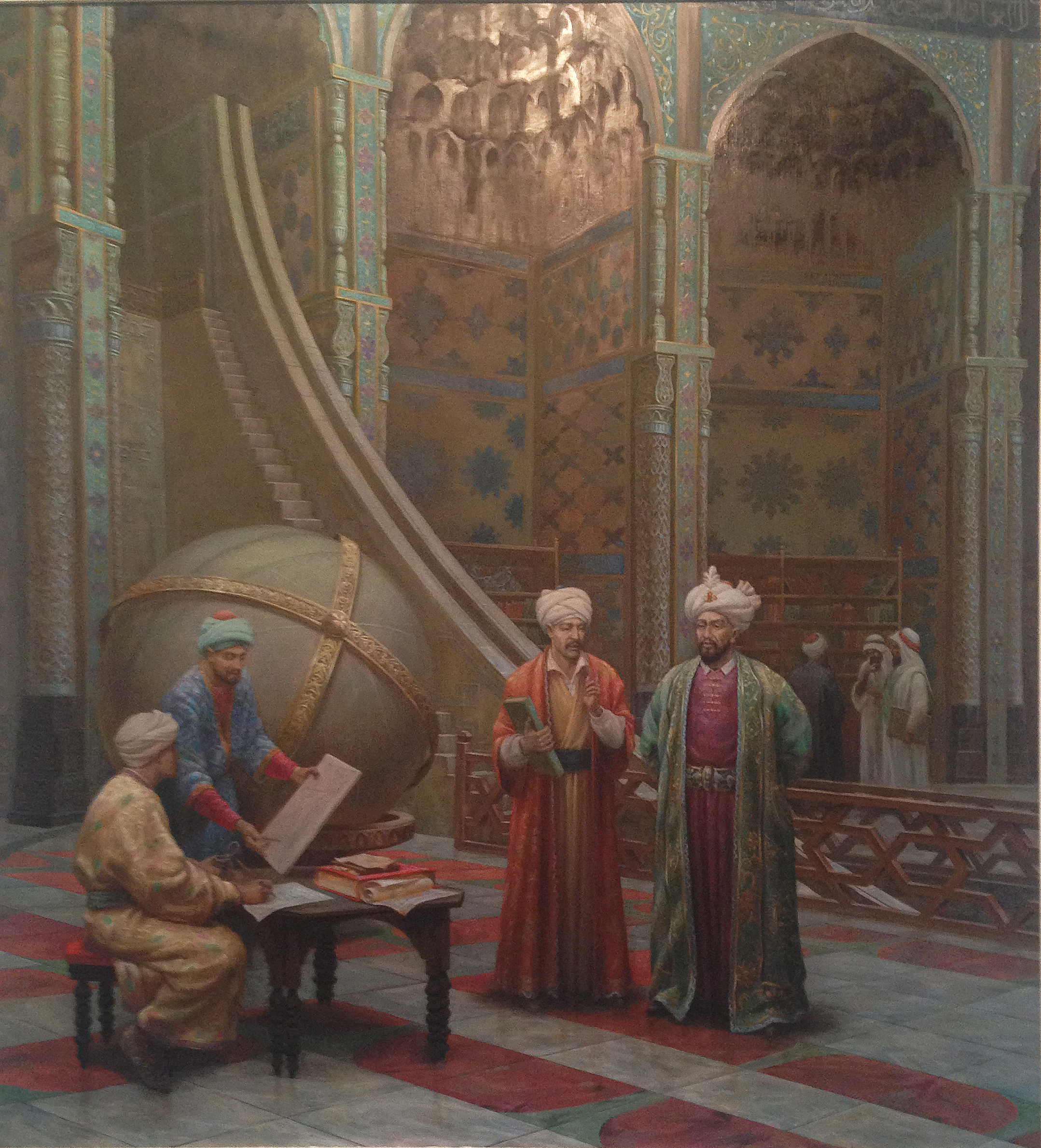
천문 관측대에 있는 울루그 베그와 알리 쿠시.

이 시기에 천체들이 겹치는 시간을 알아내고 선형 보간법을 사용하는 데 쓰이는 아날로그 컴퓨팅 도구인 결합판이 발명되었는데, 이 기계식 천체 컴퓨터는 태양 및 달의 참 경도, 타원 궤도, 태양, 달, 천체의 위도, 태양 황도 등 여러 천문학 문제를 관측만으로 해결할 수 있도록 하였다. 또한 관측 결과를 더욱 정확히 하기 위해서 조준의와 자가 구비되어 있기도 했다.

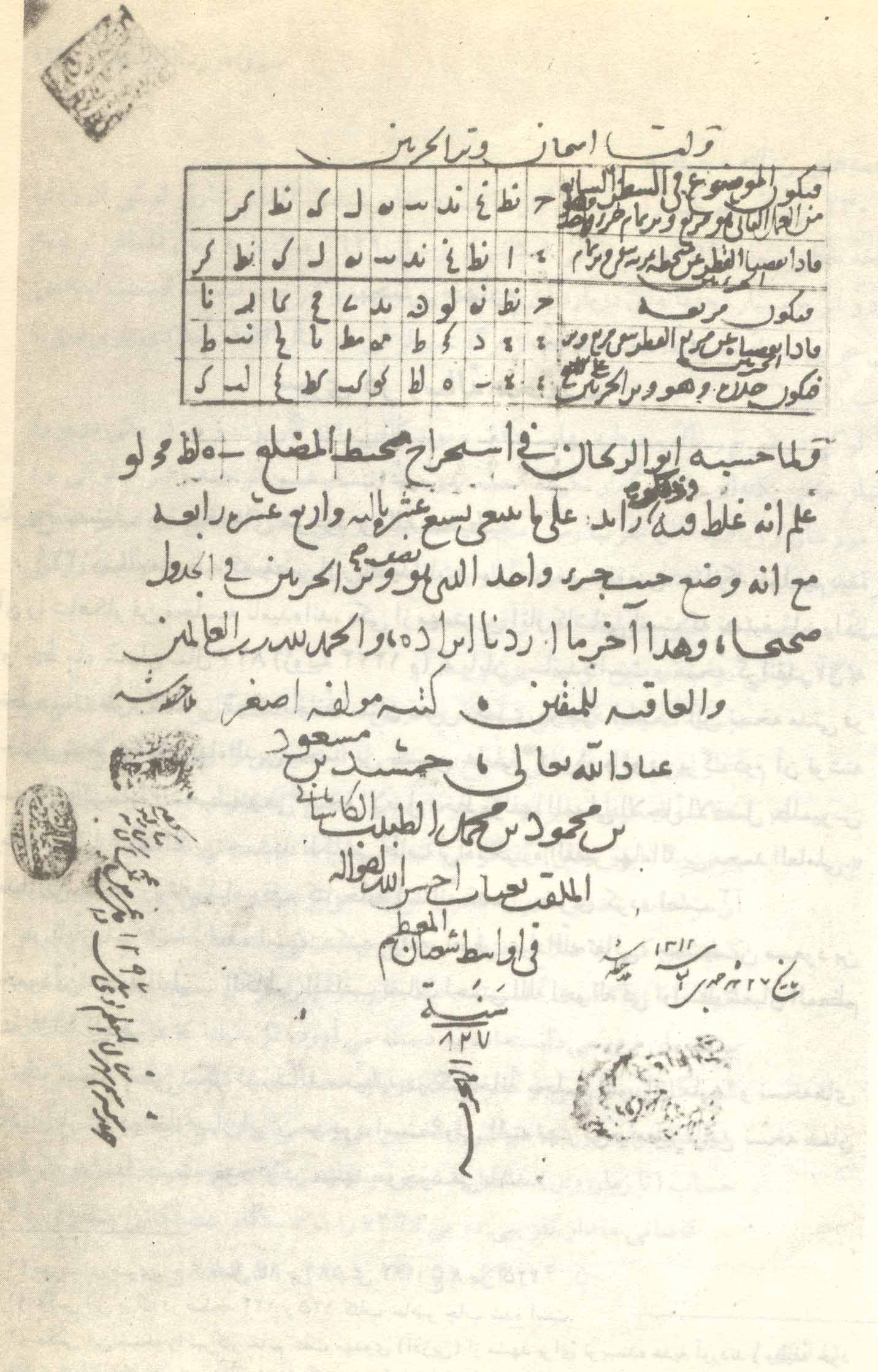
알 카시의 이론 정리

울루그 베그는 사마르칸트에 연구소를 설립했는데, 이것은 얼마 지나지 않아 저명한 대학으로도 이름을 떨쳤다. 중앙아시아 전역, 그리고 그 밖의 지역에서 온 학생들이 술탄의 수도에 있는 아카데미에 입학하고자 찾아왔으므로 도시는 늘 여러 사람들로 북적였다. 그 결과 울루그 베그는 알리 쿠시를 비롯한 여러 수학자와 과학자들을 고용할 수 있었다. 알리 쿠시는 자연 철학과 독립적인 천체물리학을 발전시켰고, 자신의 논문에서 지구 자전에 대한 경험적 증거를 제시했다. 그는 울루그 베그의 유명한 천문학 저서 「지즈 이 술타니」에 기여했을 뿐만 아니라 오스만 제국의 다양한 전통 이슬람 과학연구를 위한 최초의 과학센터 중 하나인 산 이 세만 메드레스의 설립에도 참여했으며, 그밖에 천문학에 관한 여러 과학 저작과 서적의 저자이기도 했다.
그의 가장 위대한 업적은 바로 '천문학이 철학에 의존하고 있다고 추정되는 것에 관한' 논문을 작성한 것이다. 천문학에서, 아리스토텔레스주의의 간섭에 반대하는 이슬람 신학자들의 영향으로 쿠시는 아리스토텔레스의 물리학을 사용하지 않고, 자연철학과 이슬람 천문학을 완전히 분리하여 천문학이 순수하게 경험과 수학에 의존하는 과학이 될 수 있도록 했다. 이를 통해서 그는 '움직이지 않는 지구 (정적 지구)'라는 아리스토텔레스의 개념 대신 '움직이는 지구 (동적 지구)'라는 개념을 주장할 수 있었다. 이에 대해서 영국의 과학사학자인 에밀리 새비지-스미스는 어떠한 이슬람 천문학자들도 태양을 중심으로 움직이는 우주 모델을 제안하지 않았다고 말했는데,). 하지만 그들이 혜성 관찰을 통해서 자신들의 주장을 증명했으며, 추측 철학이 아니라 오로지 경험적 증거에 기반하여 '동적 지구' 이론이 '정적 지구'보다 더욱 사실일 가능성이 높다고 결론내렸다는 것이 명확하게 남아있다.

## 종말
티무르 르네상스는 16세기 우즈베크인들이 티무르 제국을 정복하면서 끝이 났다.

## 유산
티무르 제국의 멸망 이후에 오스만 제국, 사파비 이란, 무굴 제국 및 기타 이슬람 국가들은 티무르 르네상스의 유산들을 받아들였다.

## 같이 보기
- 티무르식 미술
- 튀르크페르시아 전통
- 티무르 제국-유럽 관계
- 사마르칸트 연대표

### 설명주
1. ↑  당시 그들이 통치하던 아프가니스탄의 헤라트는 문화 르네상스의 중심지로서 이탈리아 르네상스의 피렌체와 경쟁했으며, '호라산의 진주'라는 별명까지 얻을 정도였다.[8][9]
2. ↑  그와 함께 당대의 유명한 무슬림 박식가 및 이슬람 학자들이 사마르칸트에서 연구를 진행했으며, 그 유산 가운데 일부는 근대 유럽 과학자들의 업적과 동등한 수준이라고 평가받는다.
3. ↑  그의 치세에 헤라트에서는 수많은 교육 시설들이 건립되었고, 전란을 피하여 이주해 온 많은 학자들이 궁정에 고용되어 학문의 발전을 이루어냈다.
4. ↑  부와이흐 르네상스가 고전 문화를 되살리고 고전적인 문체를 강조했다면, 티무르 르네상스는 페르시아어 문학에서는 구어체를 더욱 선호했고, 지배층 내에서 주로 사용되던 튀르크어도 행정어이자 문어로 더욱 강조되었다. 시각 예술 분야에서도 눈부신 진화가 있었다. 티무르 제국의 건축양식은 과거 페르시아의 것에서 크게 변화하지는 않았지만, 더욱 화려해지고 거대하게 지어졌다. 세밀화는 페르시아 세밀화 양식에 중앙유라시아의 호쾌한 기풍과 중국식 화풍이 더해진 양식이 유행했다. 티무르 제국의 화가들은 당시 유럽의 르네상스 화가들과 달리 인체를 현실적으로 묘사하기 보다는 인간의 내면과 영혼을 그림에 반영하는데 집중한 것이 특징이다.
5. ↑  오늘날에 사용되는 십진법으로 치환하자면 소숫점까지 포함하여 8자리가 된다.
6. ↑  오스만 제국의 초기 천문학은 전적으로 울루그 베그의 연구결과에 의존했다. 또한 메흐메드 2세는 술탄 후세인 바이카라 치하 헤라트의 번영에 주목하고, 그 양식을 모방하려 애썼다. 메흐메드 2세는 헤라트의 압둘 라흐만 자미에게 막대한 양의 선물을 보내고, 알리셰르 나보이의 작품을 수집했다. 오스만제국에서 고전적인 튀르크어 시문학의 영원한 고전은 나바이의 작품이었다. 오스만 시인들은 나바이의 차가타이어 작품을 직접 읽으며 모방하거나 번역했다. 이같은 경향은 우즈베크의 샤이바니 칸에 의해 중앙아시아의 티무르 제국이 붕괴하고, 오스만제국으로 티무르 제국의 예술가들이 망명하면서 더욱 강해졌다. (Dale, 2009: 54-56)
7. ↑  애초에 무굴 제국의 창건자는 티무르 제국의 왕공이었던 바부르였기 때문에, 아마도 이 세 국가들 중에서 무굴 제국이 가장 티무르 르네상스의 역할을 크게 받았음에는 의심의 여지가 없을 것이다. 그는 티무르 가문의 구성원답게 튀르크·몽골의 초원세계와 페르시아·이슬람의 정주세계 사이에서 균형을 잡는데 어려움을 느끼지 않았다. 바부르 자신은 알리셰르 나보이의 영향으로 차가타이어 문학의 고전인 「바부르나마 (회상록)」를 적었다. 알리셰르 나보이의 차가타이어 작품은 페르시아어 직역투가 넘쳐났던 반면에, 바부르의 작품은 당대 차가타이어 구어체에 훨씬 근접했다고 평가된다. 또한 무굴 제국의 3대 황제인 악바르의 스승이었던 바이람 칸(Bairam Khān)과 그의 아들들, 압달라힘(ʿAbd al-Raḥīm)과 칸카난(Khān-khānān) 역시 차가타이어로 작품을 남겼다. 비록 차가타이어는 이로부터 한 세대 가량이 지난 뒤 페르시아어로 대체되었기는 했으나, 티무르식 세밀화 전통은 더욱 오래 살아남았다. 악바르와 자한기르, 샤 자한은 비흐자드의 작품을 수집하고 비흐자드 화풍을 널리 장려했다. 17세기를 지나며 무굴제국의 티무르식 화풍은 인도와 유럽의 화풍을 영향을 받으면서 무굴 화풍으로 진화했다. (Dale, 2009: 45-51)

### 인용주
1. ↑  “The Art of the Timurid Period (ca. 1370–1507)”. 《www.metmuseum.org》. 2021년 3월 11일에 확인함.
2. 1 2  Dale, Stephen Frederic (2009년 9월 24일). “The Legacy of the Timurids”. 《Journal of the Royal Asiatic Society》 (영어) 8 (1): 43–58. doi:10.1017/S1356186300016424. ISSN 1474-0591. S2CID 154120015.
3. 1 2  Subtelny, Maria Eva (November 1988). “Socioeconomic Bases of Cultural Patronage under the Later Timurids”. 《International Journal of Middle East Studies》 20 (4): 479–505. doi:10.1017/S0020743800053861. S2CID 162411014. 2016년 11월 7일에 확인함.
4. 1 2  Ruggiero, Guido (2008년 4월 15일). 《A Companion to the Worlds of the Renaissance, Guido Ruggiero》. John Wiley & Sons. ISBN 9780470751619. 2016년 11월 8일에 원본 문서에서 보존된 문서. 2016년 11월 7일에 확인함.
5. ↑  The Connoisseur - Volume 219 - Page 128
6. ↑  Europe in the second millenium: a hegemony achieved? - Page 58
7. ↑  World History as the History of Foundations, 3000 BCE to 1500 CE By Michael Borgolte, page 293
8. ↑  Periods of World History: A Latin American Perspective - Page 129
9. ↑  The Empire of the Steppes: A History of Central Asia - Page 465
10. ↑  〈Timurids〉. 《The Columbia Encyclopedia》 Six판. New York City: Columbia University. 2006년 12월 5일에 원본 문서에서 보존된 문서. 2006년 11월 8일에 확인함.
11. 1 2  “The Art of the Timurid Period (ca. 1370–1507)”. 2016년 11월 25일에 원본 문서에서 보존된 문서. 2016년 11월 7일에 확인함.
12. ↑  “Timurids”. 2016년 11월 8일에 원본 문서에서 보존된 문서. 2016년 11월 7일에 확인함.
13. ↑  Strange Parallels: Volume 2, Mainland Mirrors: Europe, Japan, China, South Asia, and the Islands: Southeast Asia in Global Context, C.800-1830 by Victor Lieberman Page 712
14. ↑  Imperial Identity in the Mughal Empire by Lisa Page 4
15. ↑  Sufism and Society: Arrangements of the Mystical in the Muslim World, 1200–1800 edited by John Curry, Erik Ohlander, Page 141
16. ↑  The Silk Road: A Very Short Introduction by James A. Millward.
17. ↑  Marozzi, Justin (2004). 《Tamerlane: Sword of Islam, conqueror of the world》. HarperCollins.
18. 1 2  김호동 (2016년). 《아틀라스 중앙유라시아사》.
19. ↑  나가사와 가즈도시, 《실크로드의 역사와 문화》, 이재성 옮김(서울: 민족사, 1990), p.260, n.8.
20. ↑  B.F. Manz; W.M. Thackston; D.J. Roxburgh; L. Golombek; L. Komaroff; R.E. Darley-Doran (2007). "Timurids". Encyclopedia of Islam, online edition. "During the Timurid period, three languages, Persian, Turkish, and Arabic were in use. The major language of the period was Persian, the native language of the Tajik (Persian) component of society and the language of learning acquired by all literate and/or urban Turks. Persian served as the language of administration, history, belles lettres, and poetry."
21. ↑  “Iransaga - Persian Art, The Timurids”. 《www.artarena.force9.co.uk》. 2017년 11월 16일에 확인함.
22. 1 2  Komaroff, Authors: Suzan Yalman, Linda. “The Art of the Timurid Period (ca. 1370–1507) | Essay | Heilbrunn Timeline of Art History | The Metropolitan Museum of Art”. 《The Met’s Heilbrunn Timeline of Art History》. 2017년 11월 16일에 확인함.
23. 1 2 3  electricpulp.com. “METALWORK – Encyclopaedia Iranica”. 《www.iranicaonline.org》 (영어). 2017년 11월 16일에 확인함.
24. 1 2  "Timurids" The Columbia Encyclopedia (Sixth ed.). New York City: Columbia University. Retrieved 2006-11-08.
25. ↑  Lentz, W. Thomas. Dynastic Imagery in Early Timurid Wall Paintings. Los Angeles Museum of Art.URL:https://archnet.org/system/publications/contents/4320/original/DPC0599.pdf?1384784647 보관됨 2017-11-16 - 웨이백 머신
26. ↑  Blair, Sheila, and Bloom, Jonathan M., The Art and Architecture of Islam, 1250–1800, Chapter 5, 1995, Yale University Press. Pelican History of Art, ISBN 0300064659.
27. ↑  Roemer, Hans R. (2012년 3월 23일). “ḤOSAYN BĀYQARĀ”. 《Encyclopaedia Iranica》. Encyclopaedia Iranica Foundation. 2019년 4월 9일에 확인함.
28. ↑  Encyclopædia Britannica, "Timurid dynasty", Online Academic Edition, 2007. "Turkic dynasty descended from the conqueror Timur (Tamerlane), renowned for its brilliant revival of artistic and intellectual life in Iran and Central Asia. ... Trading and artistic communities were brought into the capital city of Herat, where a library was founded, and the capital became the centre of a renewed and artistically brilliant Persian culture."
29. 1 2  John Julius Norwich, Great Architecture of the World, Da Capo Press, 2001. p. 278.
30. ↑  Hugh Kennedy, The Great Arab Conquests: How the Spread of Islam Changed the World We Live In, Da Capo Press, 2007. p. 237
31. ↑  Banister Fletcher, Dan Cruickshan, Sir Banister Fletcher's a History of Architecture, Architectural Press, 1996. pg 606
32. ↑  The Caspian Sea Journal ISSN: 1578-7899 Volume 10, Issue 1, Supplement 3 (2016) 127-132 The Compilation of One Object of Timurid Metalwork (12th Century) in the National Museum of Iran with Two Objects in National Museum of Yerevan-Armenia.

URL: http://csjonline.org/CSJ/2016/Supp3/127-132.pdf
33. ↑  O’Connor, John J.; Robertson, Edmund F. “Ghiyath al-Din Jamshid Mas'ud al-Kashi”. 《MacTutor History of Mathematics Archive》 (영어). 세인트앤드루스 대학교.
34. ↑  (Kennedy 1951, 104–107쪽)
35. ↑  (Kennedy 1947, 56쪽)
36. 1 2  (Kennedy 1950)
37. ↑  (Kennedy 1952)
38. ↑  (Kennedy 1951)
39. ↑  Ágoston, Gábor; Masters, Bruce Alan (2009), 《Encyclopedia of the Ottoman Empire》, Infobase Publishing, 35쪽, ISBN 978-0-8160-6259-1
40. ↑  Emilie Savage-Smith (November 2008), “Islamic Influence on Copernicus” (PDF), 《Journal for the History of Astronomy》 39 (4): 538–541 [541], Bibcode:2008JHA....39..538S, doi:10.1177/002182860803900414, S2CID 125819122, 2010년 3월 25일에 확인함
41. ↑  (Ragep 2001a)
42. ↑  F. Jamil Ragep (2001), "Freeing Astronomy from Philosophy: An Aspect of Islamic Influence on Science", Osiris, 2nd Series, Vol. 16, Science in Theistic Contexts: Cognitive Dimensions, pp. 49–64, 66–71.
43. ↑  Edith Dudley Sylla (2003), 〈Creation and nature〉,   Arthur Stephen McGrade, 《The Cambridge Companion to Medieval Philosophy》, Cambridge: Cambridge University Press, 178–179쪽, ISBN 978-0-521-00063-5
44. ↑  “The Timurids and the Turkmen - The David Collection”. 《www.davidmus.dk》 (영어). 2017년 11월 16일에 확인함.